# 北条時継
北条 時継（ほうじょう ときつぐ／北条 為時 ほうじょう ためとき、安貞2年（1228年） - 没年未詳）は、鎌倉時代中期の北条氏の一門。鎌倉幕府の六波羅探題北方・連署である北条重時の長男。母は正室で苅田義季の娘・荏柄尼西妙（えがらのあまさいみょう）。苅田流北条氏の租。苅田時継とも。式部大夫。子に長重、為宗、娘（足利（斯波）宗家室）、娘（夏目国宗室）他。
重時の嫡男であったが、嘉禎元年（1235年）、8歳の時に疱瘡にかかって重篤に陥り、それが元で健康を損ない、廃嫡された。この年の『明月記』10月16日条に「重時最愛の嫡男8歳が疱瘡で死去し、乳母夫妻が哀しみの余り出家した」とあり、10月29日条には6歳の次男が夭折したとの誤報が流れた事が記されている。情報が錯綜しているが、のちに家督を継いだ長時は寛喜2年生まれで、この時6歳の「次男」とされ、疱瘡で重篤となった8歳の「嫡男」は為時と見られる。
『北条氏系図』など諸系図によれば、為時はのちに時継と改名して母方の所領陸奥国苅田郡を継承し、苅田時継と名乗り、長重ら5人の子がいた事が記されており、『明月記』の死去の記述は誤報と見られる。ただし、系図に「物狂」とあり、この時の病により精神的な疾患を伴う後遺症が残ったと見られる。没年は未詳だが、若死にしたとされる。為時の母尼西妙は荏柄と呼ばれている事から、鎌倉の荏柄天神社付近に居住していたと思われる。為時の廃嫡により、嫡子となった次男長時の母である平基親の娘が重時の正室となっている。